# Willie W. Herenton

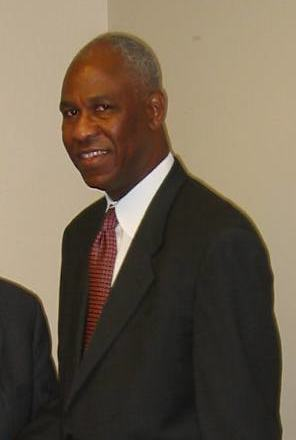
Willie W. Herenton

Willie W. Herenton (* 23. April 1940 in Memphis, Tennessee) ist ein US-amerikanischer Politiker. Er war von 1992 bis 2009 Bürgermeister von Memphis.

## Biografie
Herenton ist Absolvent des Le Moyne-Owen College in Memphis. Danach besuchte er die University of Memphis. Von 1979 bis 1992 war er Direktor der Memphis City Schools. Er ist Vater von vier Kindern, das jüngste wurde 2004 geboren.
Am 3. Oktober 1991 wurde er zum ersten afro-amerikanischen Bürgermeister von Memphis gewählt. Im Wahlkampf zu seiner ersten Amtszeit schlug er Amtsinhaber Dick Hackett. Im Oktober 2007 wurde Herenton zum fünften Mal gewählt, aber schon kurz darauf stellte er einen möglich Rücktritt in Aussicht. Endgültig auf das Amt verzichtete er per 30. Juli 2009, im folgte interimistisch bis Oktober Myron Lowery.
Anfang 2010 bemühte sich Willie Herenton um die Kandidatur bei den Kongresswahlen dieses Jahres, unterlag jedoch bei den Vorwahlen der Demokratischen Partei deutlich Steve Cohen.